# Anishort Festival
El Festival Anishort (también sólo Anishort) es un festival internacional de cortometrajes de animación. El festival está dedicado exclusivamente a los cortometrajes de animación y cada año sólo compiten las 20 mejores películas seleccionadas de todo el mundo. 
Anishort tiene lugar en determinadas ciudades europeas importantes (actualmente la República Checa, Eslovaquia, Estonia y Polonia). Cada año es visitado por varios miles de espectadores.

## Selección de las películas
El Festival Anishort tiene como objetivo presentar cada año sólo los mejores cortometrajes de animación de todo el mundo. Cada año varios cientos de películas compiten por el festival; de ellas, las 20 más interesantes son cuidadosamente seleccionadas. En particular, éstas son películas hechas hace no más de tres años. Están limitadas a un máximo de diez minutos. Su forma, género o técnica de animación es libre. En palabras de los organizadores: "Cada película tiene las mismas posibilidades de ser incluida en la competición, ¡siempre y cuando sea fantástica!"

## Categorías del concurso

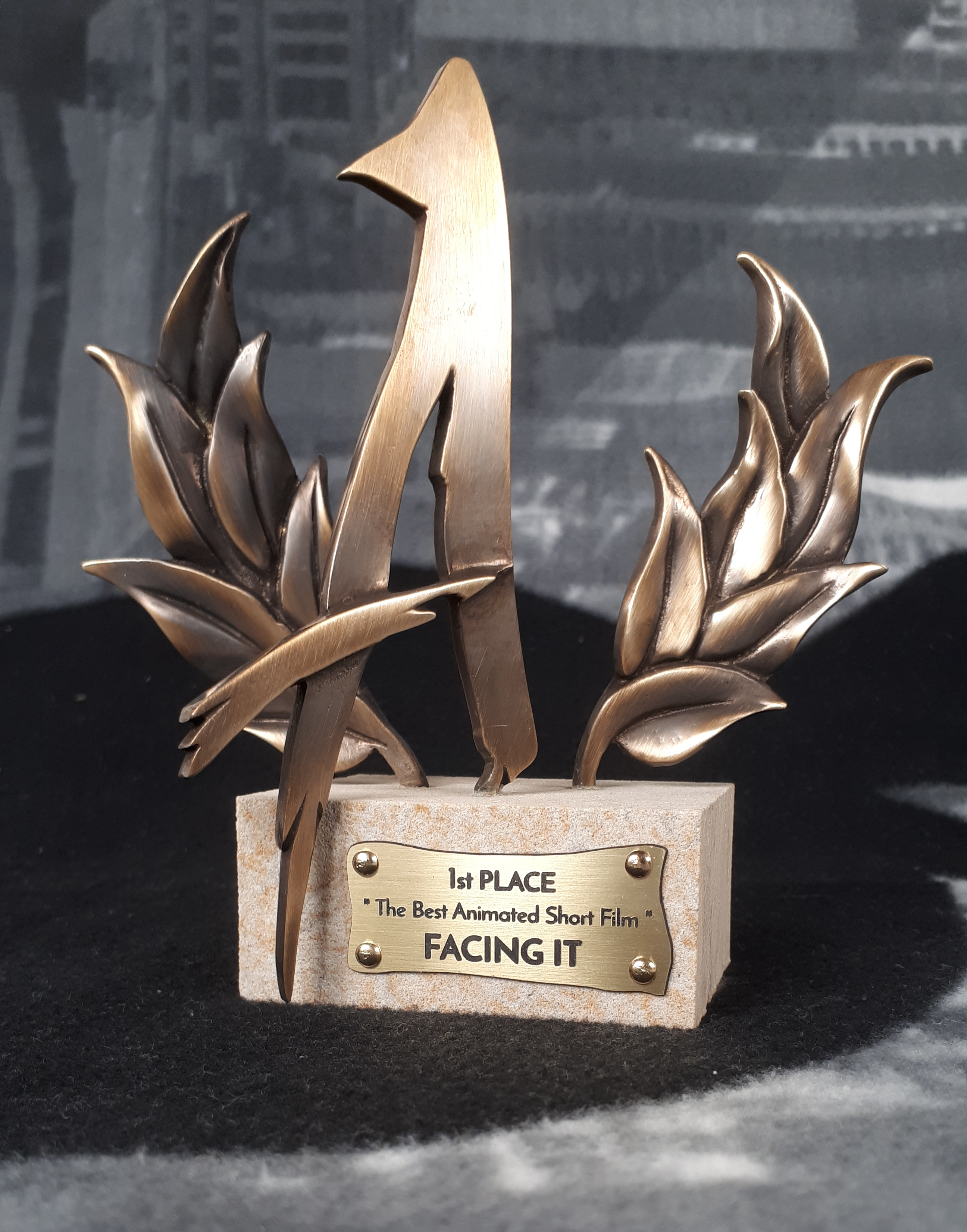
5th edition Anishort festival trophy - 1st place - animated film "Facing It" by director Sam Gainsborough

Anishort tiene un total de tres categorías de concurso: una principal y dos secundarias.  
CATEGORÍA PRINCIPAL DEL CONCURSO 
• Premio al mejor cortometraje de animación
Este premio es otorgado por un jurado internacional de siete miembros compuesto por profesionales en el campo de la animación. Cada miembro representa a un país diferente. Los autores de las películas ganadoras (1.º, 2.º y 3.er lugar) reciben una recompensa económica y un trofeo del festival.   
CATEGORÍAS SECUNDARIAS DEL CONCURSO 
• Premio del público al mejor cortometraje de animación
Este premio es otorgado en base a los votos de los espectadores de todos los países en los que el festival tiene lugar. El ganador recibe un trofeo del festival. 
• Premio especial del Festival Anishort
El premio es otorgado por un jurado artístico compuesto de miembros del equipo del Festival Anishort. El ganador recibe un trofeo del festival.